# 谭御史寿海公祠
谭御史寿海公祠，位于中国广东省云浮市罗定市罗城镇鸡岗顶，为罗定市的一个市级文物保护单位，类型为古建筑，公布时间为1994年6月8日。
谭御史寿海公祠的历史年代为明、清。